# Missale Romanum Glagolitice
«Missale Romanum Glagolitice» (с лат. — «Глаголический римский миссал») или «Миссал по закону Римского двора» (хорв. Misal po zakonu rimskoga dvora, Ⰿⰹⱄⰰⰾⱏ ⱂⱁ ⰸⰰⰽⱁⱀⱆ ⱃⰹⰿⱄⰽⱁⰳⰰ ⰴⰲⱁⱃⰰ) — миссал, опубликованный 22 февраля 1483 года (спустя 28 лет после издания Библии Гутенберга). Первая хорватская печатная книга и первый европейский печатный миссал, где было использовано не латинское письмо, а глаголица.

## Характеристика издания
Миссал написан «угловатой» хорватской глаголицей на хорватском изводе церковнославянского языка и предназначался для совершения богослужений по глаголическому обряду. Он содержит 220 листов формата 27 × 18 сантиметров (последний лист не сохранился, но, вероятно, на нём не было текста). При печати использовались чёрный и красный цвета, буквицы и гравюры были раскрашены от руки. Палеографический и лингвистический анализ текста показывает, что книга была составлена и издана хорватами из Истрии.
Дата публикации — 22 февраля 1483 года — указана на колофоне, однако место издания неизвестно. Первоначально предполагалось, что миссал был напечатан в Венеции, однако современные исследователи склоняются к версии, что его издали на территории Хорватии.
До наших дней дошло одиннадцать неполных копий и шесть фрагментов книги, пять из которых хранятся в Загребе: по две единицы в Национальной и университетской библиотеке и Хорватской академии наук и искусств и одна копия в монастыре францисканцев. Ещё одна копия находится в монастыре доминиканцев на острове Брач. Остальные пять экземпляров находятся в Библиотеке Конгресса (Вашингтон), Российской национальной библиотеке (Санкт-Петербург), Австрийской национальной библиотеке (Вена) и Ватиканской апостольской библиотеке (два экземпляра).
В 1971 году миссал был переиздан. При этом были использованы копии, хранящиеся в Национальной и университетской библиотеке Загреба и Ватиканской апостольской библиотеке.